# Сан Фиор
Сан Фио̀р (на италиански и на венециански: San Fior) е градче и община в Северна Италия, провинция Тревизо, регион Венето. Разположено е на 57 m надморска височина. Населението на общината е 6940 души (към 2010 г.).